# Arbey Díaz
Arbey Díaz (Puerto Asís, Putumayo, Colombia; 2 de abril de 1991) es un futbolista colombiano. Se desempeña como defensa central.

## Trayectoria
Su debut con el Pasto en el primer equipo se dio en la Copa Colombia 2011 el 23 de febrero de 2011 en la derrota por 1-0 frente al Deportivo Cali, partiendo como titular junto a otro debutante y paisano Nelson Coral. Luego, el 19 de junio de 2011, Arbey anotaría su primer gol con el Pasto en la victoria por 4-0 sobre el Depor F.C. en el torneo de la Categoría Primera B.
En la temporada 2012, Arbey hizo su debut como titular en la Categoría Primera A ante el Boyacá Chicó, el 6 de mayo de 2012. En ese partido, Arbey también debutó como goleador, al haber anotado al minuto 42 la apertura del marcador.

## Clubes
| Club            | País     | Año         |
| --------------- | -------- | ----------- |
| Deportivo Pasto | Colombia | 2011 - 2013 |

## Palmarés

### Campeonatos nacionales
| Título    | Club            | País     | Año  |
| --------- | --------------- | -------- | ---- |
| Primera B | Deportivo Pasto | Colombia | 2011 |

## Estadísticas

### Clubes
| Deportivo Pasto · Colombia                     | 2011                | -  | - | 9  | 0 | 18 | 1 | 27 | 1 |
| Deportivo Pasto · Colombia                     | 2012                | 10 | 1 | 17 | 3 | -  | - | 27 | 4 |
| Deportivo Pasto · Colombia                     | 2013                | 0  | 0 | 1  | 0 | -  | - | 1  | 0 |
| Deportivo Pasto · Colombia                     | Total               | 10 | 1 | 27 | 3 | 18 | 1 | 55 | 5 |
| Total en su carrera                            | Total en su carrera | 10 | 1 | 27 | 3 | 18 | 1 | 55 | 5 |
| Estadísticas hasta el 4 de septiembre de 2013. |                     |    |   |    |   |    |   |    |   |